# 西夏博物馆 (武威)
西夏博物馆，位于甘肃省武威市凉州区崇文街181号，占地面积3570平方米，馆藏有第一批全国重点文物保护单位西夏碑，是一座以西夏历史、经济、文化为主题的博物馆。
- 开放时间：周二至周日9:00 - 17:00（16:30停止入馆）
- 门票：免费